# Избори за председника Аустрије 1986.
Избори за председника Аустрије 1986. су били осми председнички избори у историји Аустрије који су одржани 4. маја 1986. године. За изборе се кандидовало четири кандидата који су се бирали у два круга. Победио је Курт Валдхајм који је у другом кругу освојио већину гласова. У току предизборне кампање се открило за нацистичку прошлост Курта Валдхајма, нарочито у периоду од 1942. до 1945.

## Начин избора
Избор се делио на два круга. У првом кругу учествују сва четири кандидата. Два кандидата која у првом кругу имају највише гласова одлазе у други круг избора који се одржао 8. јуна 1986. Кандидат који у другом кругу освоји највише гласова постаје председник Аустрије.

## Изборни резултати
Резултати председничких избора у Аустрији 1986.
| Укупно важећих гласова                                    | Укупно важећих гласова                 | 4.719.980 | 100   |
| Неважећих гласова                                         | Неважећих гласова                      | 144.729   | 3,0   |
| Други изборни круг 8. јун 1986.                           |                                        |           |       |
| Кандидат                                                  | Партија                                | Гласова   | %     |
| Курт Валдхајм                                             | Аустријска народна странка ()          | 2.464.787 | 53,90 |
| Курт Штајрер                                              | Социјалдемократска партија Аустрије () | 2.107.023 | 46,10 |
| Укупно важећих гласова                                    | Укупно важећих гласова                 | 4.571.810 | 100   |
| Неважећих гласова                                         | Неважећих гласова                      | 174.039   | 3,7   |
| Извор: Резултати председничких избора у Аустрији од 1951. |                                        |           |       |

- Од 5.436.846 регистрованих гласача у првом кругу на изборе их је изашло 89,48%
- Од 5.436.846 регистрованих гласача у другом кругу на изборе их је изашло 87,29%

## Последице избора
Курт Валдхајм је постао 9. председник Аустрије и 6. који је изабран на слободним, демократским изборима. Обављао је ту функцију до 1992. године.